# Prefektury fu
Čínské prefektury (čínsky v českém přepisu fu, pchin-jinem fǔ, znaky 府) byly historické správní celky v čínských státech od 7. do 20. století. Poprvé byly zavedeny v říši Tchang jako správní jednotka střední úrovně spravující velká města a důležité oblasti. Přetrvaly i v následujících říších, v období pěti dynastií, Sung a Jüan. V říši Ming se staly základní administrativní jednotkou střední úrovně, stejné postavení si zachovaly i v říši Čching.
Jako prefektury jsou občas označovány i další historické celky na úrovni prefektur fu, např. kraje čou. Při popisu členění Čínské lidové republiky jsou jako prefektury překládány nadokresní celky ti-čchü (čínsky pchin-jinem dìqū, znaky 地区) a analogicky i některé další celky na stejné úrovni, totiž autonomní kraje c’-č’-čou a městské prefektury ti-ťi-š’.

## Historie
Prefektury fu vznikly v říši Tchang jako administrativní celky spravující hlavní město a další důležitá města. Skládaly se z několika okresů. Měly vyšší postavení než běžné kraje čou. Vedl je prefekt mu (牧, doslova „pastýř“). Mnohdy byl do čela prefektury jmenován člen císařského rodu, ten však svou funkci obvykle nevykonával, prefekturu pak řídil pověřenec fu-jin (牧尹).
V administrativě říše Sung patřily prefektury fu mezi čtyři druhy správních útvarů střední úrovně vedle krajů čou, speciálních krajů ťün a výrobních prefektur ťien. Teoreticky je vedl prefekt fu-jin, obvykle stál v jejich čele pověřený správce, jehož titul zněl například u prefektury Kchaj-feng č’ Kchaj-feng-fu š’, „pověřen (č’, 知) záležitostmi (š’, 事) prefektury Kchaj-feng“, neformálně byl zkracován na č’-fu (知府). Zprvu bylo prefektur osm, později třináct. Celkově bylo útvarů střední úrovně přes 300. Analogické postavení měly prefektury fu v říši Jüan, podléhaly jim nižší správní jednotky, kraje čou a okresy.
V administrativě říše Ming byly prefektury vyšší jednotkou střední úrovně. Skládaly se z krajů (či podprefektur) čou a přímo podřízených okresů. Koncem mingského období existovalo 159 prefektur, 240 krajů a 1144 okresů, jejich počet se však průběžně měnil, v závislosti na růstu a přesunech populace. V čele prefektur stál prefekt č’-fu hlavní čtvrté hodnosti, prefektury hlavních měst však řídil prefekturní guvernér fu-jin s hlavní třetí hodností. Podléhali provinčním úřadům, měli však právo přímo komunikovat s ústřední vládou.
Analogicky v administrativě říše Čching fungovaly prefektury na střední úrovni státní správy, podřízeny provinciím a nadřazeny okresům, případně krajům. Řídil je prefekt č’-fu, resp. v případě hlavních měst guvernér fu-jin.